# Цинтаозавр
Tsintaosaurus («ящір з Циндао») — рід качконосих динозаврів, скам'янілі рештки якого були виявлені в Китаї у відкладах пізньої крейди (75-68 млн років тому). Сягав 10 метрів завдовжки, 3,6 метра заввишки з масою в 3 тони. Типовий вид — Tsintaosaurus spinorhinus вперше був описаний в 1958 році.
Tsintaosaurus мав характерний «качиний» дзьоб і численні зуби для пережовування їжі. Більшість часу ймовірно пересувався на чотирьох ногах, але при необхідності міг вставати на дві. Як і інші гадрозаври, можливо, жив стадно.

## Гребінь

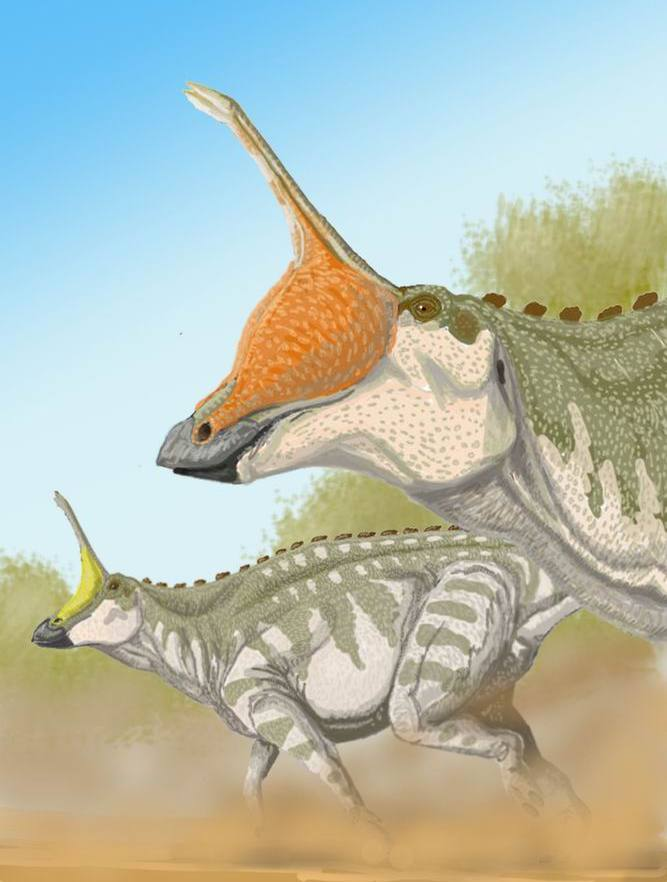
Застаріла реконструкція голови

Tsintaosaurus зазвичай зображувався з одним гребнем-рогом, що стирчить з голови під невеликим кутом. У 1990-х роках деякі дослідження показали, що гребінь насправді є уламком носової кістки. Наступні відкриття показали, що це була частина більшого гребеня. У дослідженні також висловлювалася думка, що Tsintaosaurus є синонімом іншого качконосого динозавра Tanius. Проте зразок, знайдений пізніше, також мав гребінь, так що наразі Tsintaosaurus вважається окремим родом.

## Класифікація
Tsintaosaurus міг входити в одну гілку підродини Ламбеозаврин, разом з європейськими динозаврами Pararhabdodon і Koutalisaurus (можливо є синонімом Pararhabdodon).
Кілька скелетів Tsintaosaurus були виявлені в Південно-Східній Азії, на території сучасної китайської провінції Шаньдун.

## Історія досліджень

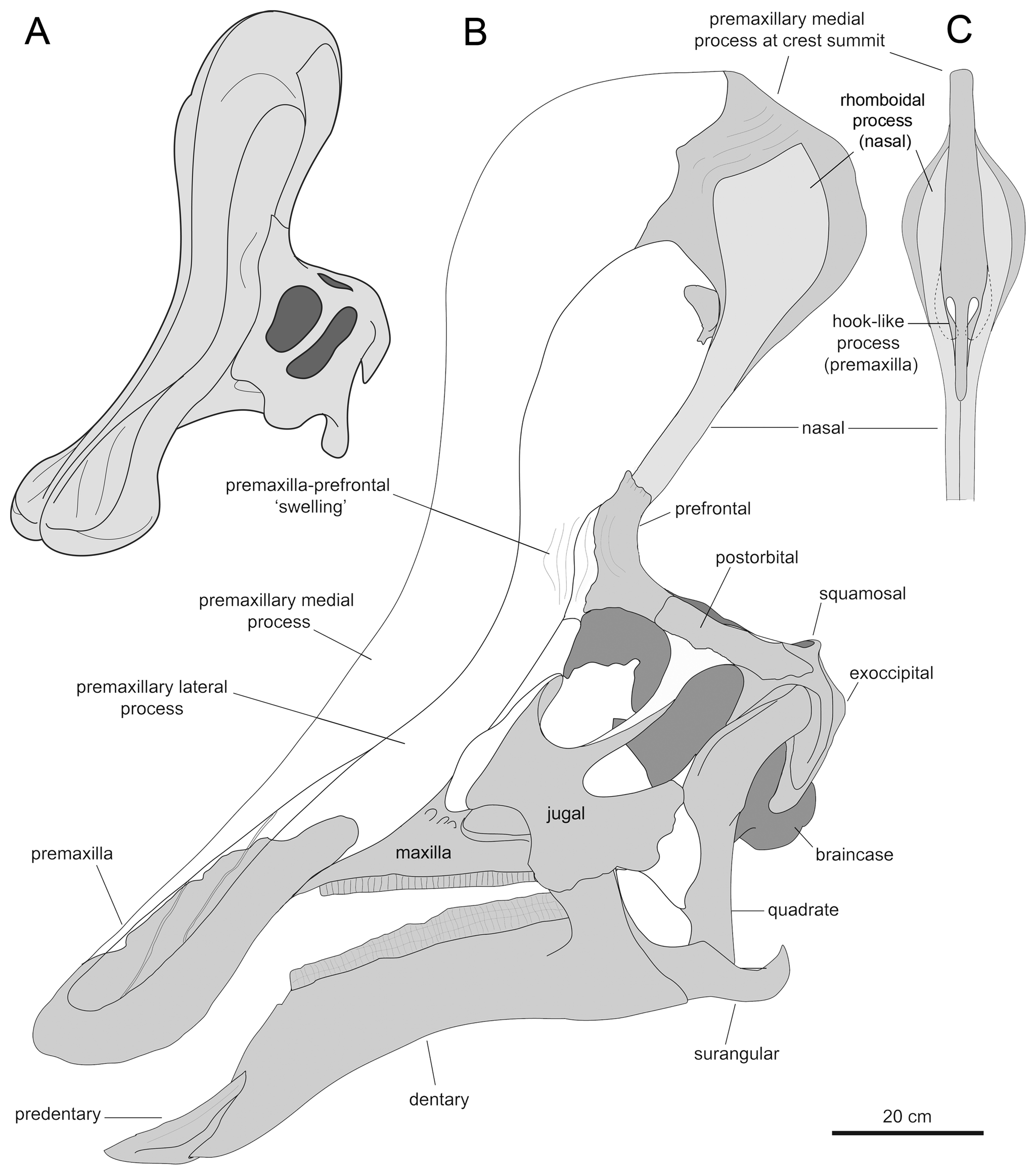
Сучасна реконструкція

Кістки цинтаозавра знайшли в 1950 році в Лайяні. Це був неповний скелет, включаючи череп. Зачинатель китайської палеонтології Ян Чжунцзянь сприйняв розташування кісток черепа за типове. В 1958 він виділив знахідку в представника виду Tsintaosaurus spinorhinus.
Ян Чжунцзянь вбачав у «розі» цинтаозавра своєрідну «дихальну трубку», якою динозавр користувався, ведучи напівводний спосіб життя. Проте дослідження Джона Острома наступних років показали, що цинтаозавр мав окремі ніздрі.
Незвичайний вигляд голови цинтаозавра, заснований на його неповних скам'янілостях, зумовив його характеристику як «динозавра-єдинорога». Деякі художники намагалися зробити його раціональнішим, додаючи шкірясті мішечки до основи «рога».
У 1990 році Девід Вейшампел і Джек Горнер поставили під сумнів наявність «рога», припустивши, що насправді це була зламана носова кістка від верхньої частини морди, деформована вгору внаслідок розчавлення скам'янілості. Їхнє дослідження також припустило, що цинтаозавр насправді був синонімом гадрозавра роду Tanius. Однак у 1993 році Ерік Бюффото, після повторного дослідження кісток, дійшов висновку, що гребінь не був ні спотвореним за життя тварини, ні в процесі скам'яніння. До того ж було виявлено другий екземпляр із вертикальною частиною гребеня.
У 2013 році один неідентифікований Яном скелет було ототожнено з цинтаозавром. Порівняння показало, що попередні знахідки були неповними: «ріг» виявився частиною гребеня-нароста, типового для Ламбертозаврин.